# اریک شل
اریک شل (انگلیسی: Éric Chelle؛ زادهٔ ۱۱ نوامبر ۱۹۷۷) بازیکن فوتبال اهل مالی بود.
از باشگاه‌هایی که در آن بازی کرده است می‌توان به باشگاه فوتبال لانس و باشگاه فوتبال والنسین اشاره کرد.
وی همچنین در تیم ملی فوتبال مالی بازی کرده است.